# لیو چوانگ
لیو چوانگ (انگلیسی: Liu Chuang؛ زادهٔ ۲۷ دسامبر ۱۹۷۴) جودوکار زن اهل چین بود. وی در بازی‌های المپیک تابستانی ۱۹۹۶ شرکت کرده‌است.